# Иванкина, Татьяна Васильевна
Татья́на Васи́льевна Ива́нкина (15 июня 1930, Ленинград — 16 ноября 2015) — советский и российский юрист, специалист по советскому и российскому трудовому праву; доктор юридических наук (1986); профессор Санкт-Петербургского филиала Академии государственной службы; профессор кафедры трудового права и охраны труда юридического факультета Санкт-Петербургского государственного университета; почетный работник высшего образования РФ.

## Биография
Выпускница юридического факультета ЛГУ (1953). В 1963 году защитила кандидатскую диссертацию «Общие и специальные вопросы правового регулирования рабочего времени в СССР», в 1986 году — докторскую диссертацию «Проблемы правового регулирования распределения общественных фондов потребления».

## Работы
Татьяна Иванкина является автором и соавтором более 60 научных публикаций, включая несколько монографий; она специализируется, в основном, на проблемах советского трудового права:
- «Проблемы правового регулирования распределения общественных фондов потребления» (Л., 1979).
- Государственная помощь семьям, имеющим детей / Т. В. Иванкина, Е. Ф. Чернышева. — М. : Юрид. лит., 1985. — 112 с.
- Кадровая политика и право / А. С. Пашков, Т. В. Иванкина, Е. В. Магницкая. — М. : Юрид. лит., 1989. — 285 с.; 21 см; ISBN 5-7260-0209-1.
- Права трудящихся женщин / Т. В. Иванкина. — Л. : Лениздат, 1990. — 170 с.; 20 см; ISBN 5-289-00554-4.
- Комментарий к Трудовому кодексу Российской Федерации с постатейным материалом (главы 15-19, 56, 59). Издательский Центр «Академия» (2013).
- Иванкина Т. В. Проблемы правового регулирования труда государственных гражданских служащих / Т. В. Иванкина // Российский ежегодник трудового права, 2008. № 4. — СПб. : Юридическая книга, 2009. — С. 277—284.